# استان‌های کویت

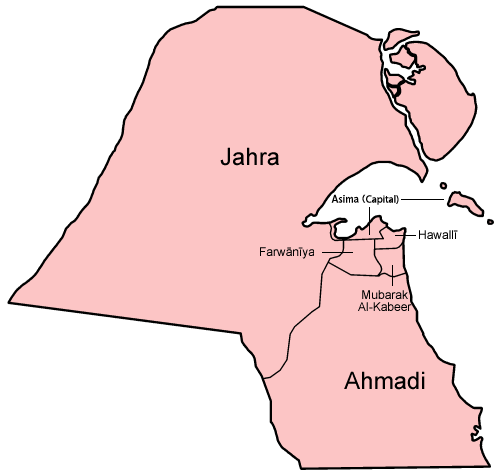

کشور کویت به شش استان به نام های زیر بخش شده‌است:
| استان       | مرکز        | مساحت km2 | جمعیت (۲۰۰۷) | تراکم جمعیت |
| ----------- | ----------- | --------- | ------------ | ----------- |
| احمدی       | احمدی       | ۵٬۱۲۰     | ۶۳۷٬۴۱۱      | ۱۲۴٫۵       |
| فروانیه     | فروانیه     | ۱۹۰       | ۹۱۳٬۶۹۲      | ۴٬۸۰۸٫۹     |
| جهرا        | الجهراء     | ۱۲٬۱۳۰    | ۴۱۲٬۰۵۳      | ۳۶٫۷        |
| عاصمه       | کویت        | ۲۰۰       | ۴۹۹٬۲۶۹      | ۴۱٬۶۰۵٫۸    |
| حولی        | حولی        | ۸۴        |              |             |
| مبارک‌الکبیر | مبارک‌الکبیر | ۹۴        |              |             |